# Marussia Bergh
Marussia Bergh (født 12. juni 1903 i Tver, Rusland, død 16. juni 1979 i København) var en russisk/dansk afspændingspædagog. Hun beskæftigede sig allerede fra en tidlig alder med legemskultur, karakterdans og skuespilkunst.
I 1920 startede hun sit studie i Riga i legemskultur og fri dans. I løbet af de næste år var hun i kontakt med mange kropslige retninger bl.a. Dr. Paul Bruns muskelrelaxion, Rudolf von Laban og Johannes Heinrich Schultz' autogene træning. Men mest afgørende betydning for Marussia Bergh var hendes ophold i K.S. Stanislavskijs skuespil- og operastudie i Moskva. I 1948 startede hun en afspændingsskole i Danmark. Sammen med Ingrid Prahm og Gerda Alexander betragtes hun som grundlægger af faget afspændingspædagogik i Danmark.